# Croton chilensis
Espèce
Croton chilensis est une espèce de plantes à fleurs du genre Croton et de la famille des Euphorbiaceae, présente au nord du Chili.
Il a pour synonyme :
- Oxydectes chilensis, (Müll.Arg.) Kuntze